# اوماروتسی
اوماروتسی (به بلغاری: Umarevtsi) یک منطقهٔ مسکونی در بلغارستان است که در شهرستان لووچ واقع شده‌است.